# خطبه (نماز جمعه)

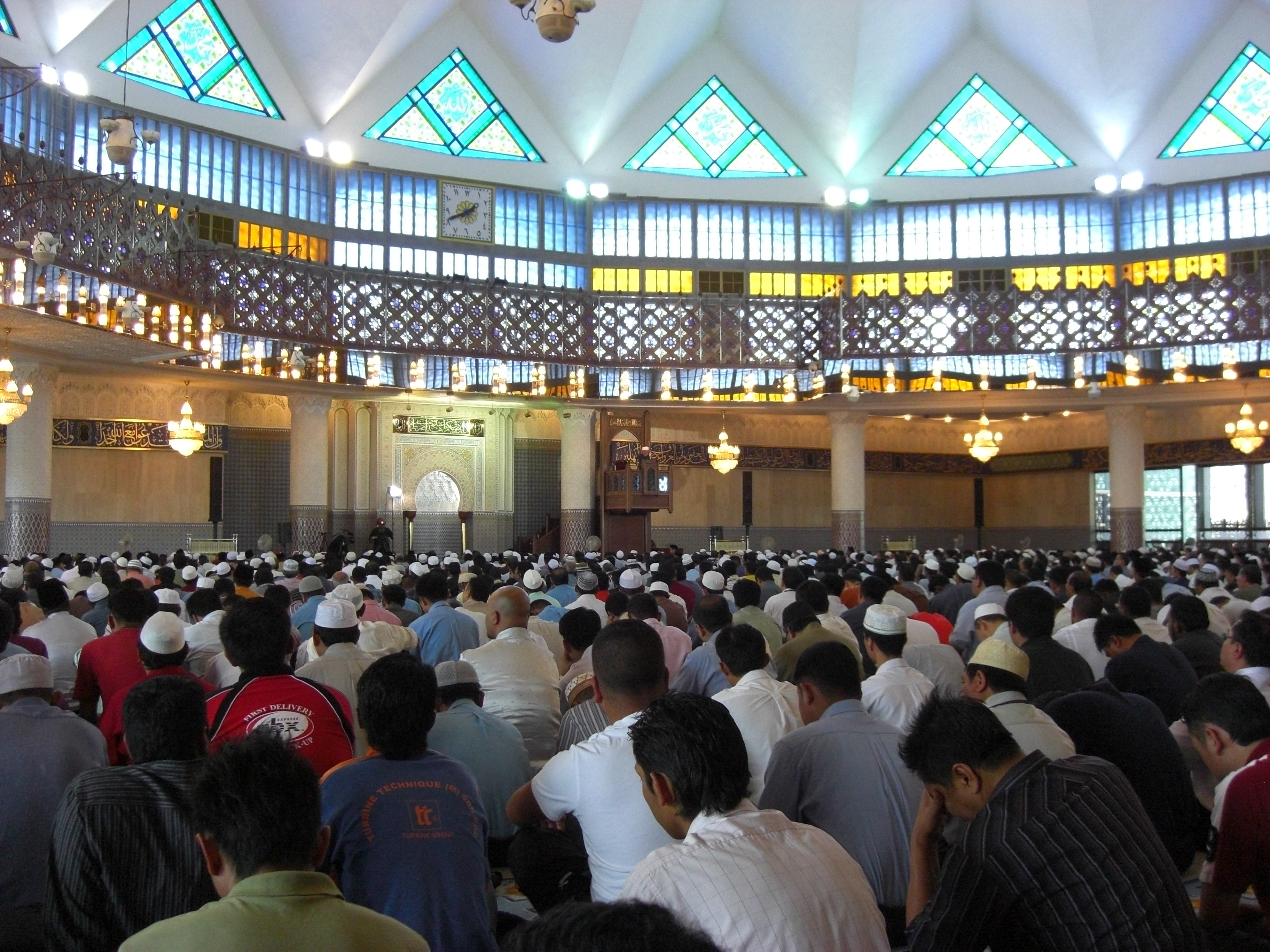
خطبه نماز جمعه در مسجد ملی مالزی

خطبه (عربی: خطبة) به عنوان رویداد رسمی موعظه عمومی در سنت اسلامی عمل می‌کند. این گونه موعظه‌ها طبق دستورهای کلیه مکاتب فقهی به‌طور منظم انجام می‌شود. خطبه‌ها را می‌توان در نماز جمعه یا نماز ظهر بیان کرد.

## در نماز جمعه
خواندن دو خطبه توسط امام جمعه پیش از نماز واجب است. نماز جمعه با خطبه اول آغاز می‌شود و همهٔ نمازگزاران باید دو خطبه را در حالت آرامش گوش دهند. پس از خطبه‌ها، اقامهٔ نماز شروع می‌شود.
از آنجایی که نماز جمعه به جای نماز ظهر(که چهار رکعتی است) خوانده می‌شود، دو خطبهٔ نماز به جای دو رکعت اول نماز ظهر و اقامهٔ نماز دو رکعتی بعد از آن به جای دو رکعت دیگر نماز ظهر در نظر گرفته می‌شود. در بیش‌تر موارد خطیب و امام جمعه یک نفر هستند.
وقتی که امام جمعه، خطبه‌های نماز جمعه را می‌خواند، بر شرکت‌کنندگان واجب است، به خطبه‌ها گوش دهند، و سخن گفتن به هنگام ایراد خطبه‌ها مکروه است، بلکه اگر به سبب سخن گفتن، نتواند به خطبه‌ها گوش دهد، سکوت لازم است. همچنین هنگام ایراد خطبه‌ها، خواندن نماز مستحبی یا کتاب و روزنامه و انجام دادن کارهایی که مانع گوش دادن به خطبه‌ها است، خلاف است.
اگر کسی به خطبه اول یا هر دو خطبه نرسد، بازهم، شرکت در نماز جمعه فضیلت دارد و جایگزین نماز ظهر می‌شود.
امام جمعه در خطبه نخست به ذکر اندرزهای دینی و اخروی پرداخته و در خطبه دوم به تشریح مناسبتهای داخلی و خارجی از دیدگاه اسلام می‌پردازد. تقسیم دو خطبه به دینی و سیاسی، پس از انقلاب اسلامی ایران ایجاد شده‌است.